# حصن الظبيتين (صنعاء)

تعديل مصدري - تعديل

حصن الظبيتين هي إحدى قرى الجمهورية اليمنية. تتبع جغرافيا لمحافظة صنعاء وإداريًا لمديرية الحصن. يبلغ تعداد سكانها 3033 نسمة حسب الإحصاء الذي أجري عام 2004.